# Теренс Кунео
Теренс Тенісон Кунео (англ. Terence Tenison Cuneo, нар. 1 листопада 1907, Лондон — пом. 3 січня 1996, Ешер, Суррей) — англійський художник, відомий своїми роботами на військову, промислову та залізничну тематику, командор Королівського Вікторіанського ордену, офіцер Ордену Британської імперії. 1953 року був офіційним художником коронації Єлизавети II.

## Життєпис
Теренс Кунео народився в Лондоні в родині художників Сайруса Кунео та Нелл Маріон Тенісон, які познайомилися в Парижі під час навчання у Джеймса Вістлера. Старший брат Сайруса Кунео — Ріналдо Кунео — також був відомим живописцем у Сан-Франциско, як і його молодший брат — Егісто Кунео.

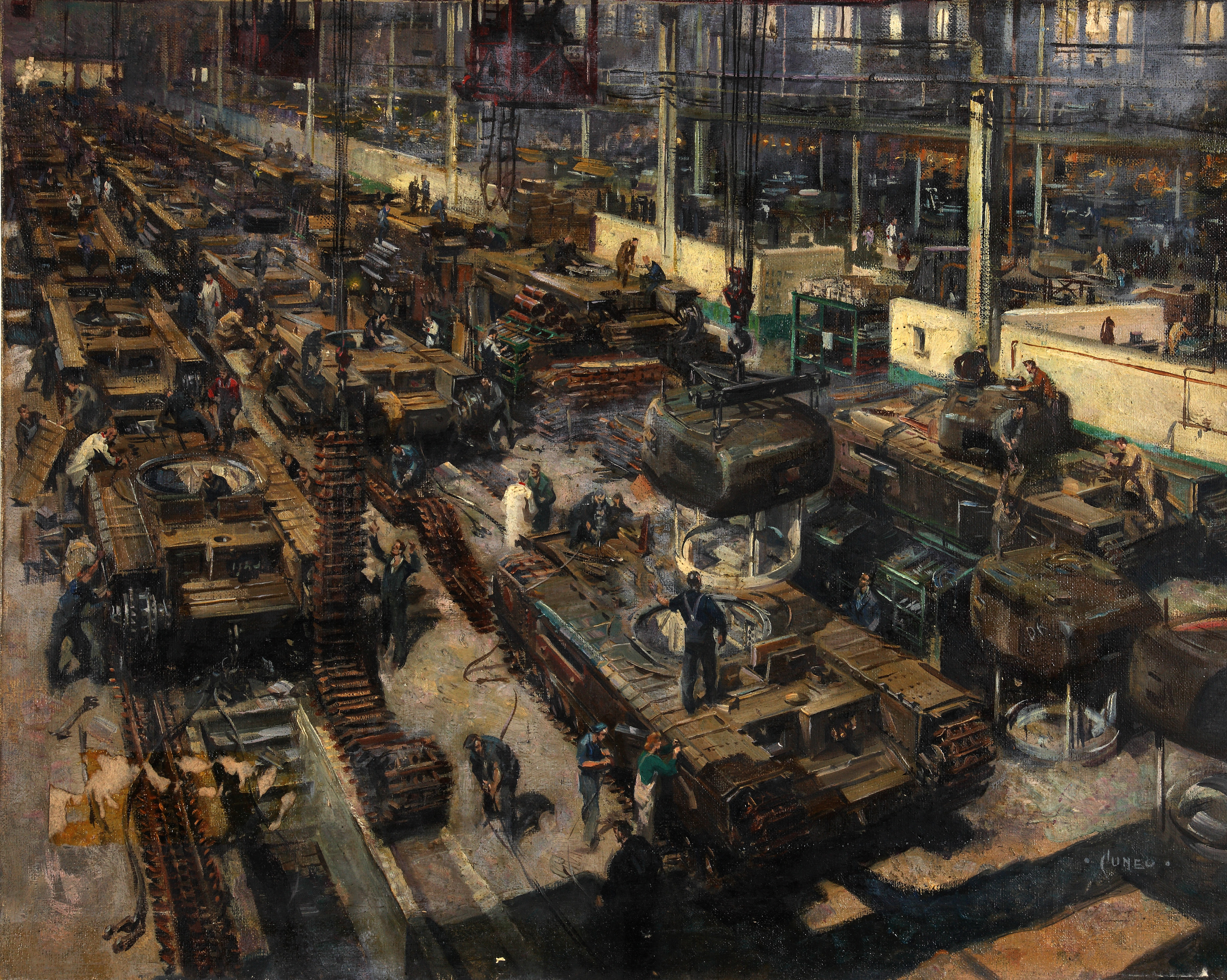
Виробництво танків (між 1939 та 1946)

Навчався майбутній художник в школі Саттон Валенс поблизу Мейдстона, потім у Коледжі мистецтва в Челсі та в Школі витончених мистецтв Слейда в Лондоні.
Працював ілюстратором книг і журналів. З 1936 року починає писати олією, продовжуючи ілюструвати.
Під час Другої світової війни Теренс Кунео служив сапером та працював військовим художником.
Після війни Кунео отримав замовлення на серію картин, які б ілюстрували роботу й інфраструктуру залізниці. Саме твори на залізничну тематику принесли популярність та численні замовлення Кунео: він писав сцени виробничих процесів, видобутку корисних копалин, будівництва, баталістику, офіційні церемонії та портрети.
Часто роботи Кунео використовувались для постерів, календарів, каталогів, поштових марок.